# Жиличасти купусар
Жиличасти купусар (лат. Pieris napi) лептир је из породице белаца (лат. Pieridae).

## Опис
Дужина предњег крила износи 21—25 mm. Врсту одликује жутобела основна боја доње стране задњих крила, са сиво до зелено обојеном нерватуром. Гусенице су неспецифичне су морфологије и малих димензија, а попут сродника из породице белаца прекривене су типичним, минутним сетама на заравњеним основама. Овакве сете дају гусеници орошен изглед и добар су карактер за одвајање гусеница белаца од других зелених, немаркираних гусеница. Боја интегумента је зелена, а спиракулуме окружују жута поља која се сусрећу и чине спиракуларну линију. Вентрални део интегумента светлији је од дорзалног.  Хране се биљним врстама: Sisybrium officinale, Alliaria petiolata, Cardamine pratene, Roripa nastutium-aquaticum, Sinapis arvensis, Cardamine amara, Brassica oleracea и Raphanus raphanistrum, и за разлику од малог купусара, ретко се виђају на гајеним варијететима купуса. Врста презимљава у стадијуму лутке, која је најчешће зелена, али може бити и жута, смеђа или маркирана црним кратким  пругама.
- Pieris napi ♂
- Pieris napi  ♂  △
- Pieris napi  ♀
- Pieris napi  ♀ △

## Станиште
Влажне травнатне и цветне ливаде са сеновитим подручјем, рубови шума, плодне ливаде представљају станиште овог лептира. Касније генерације се могу наћи и на другачијим стаништима у потрази за алтернативним биљкама хранитељкама. Оваква станишта могу бити доста сувља, али са доста цветних површина. Жиличасти купусар настањује ареал са великом амплитудом надморске висине; од 0 до 2.500 метара надморске висине (2.500 m у централној Европи, 2.600 m у Италији, 3.600 m у Мароку). 

## Распрострањење
Насељава већи део Европе, укључујући медитеранска острва: Корзика, Сицилија, Крф, Тасос. Широко је распрострањена и честа врста па је тип дистрибуције холарктички. Присуство ове врсте није забележено на Атлантским острвима, Сардинији, Криту и Шетландским острвима.

## Сезона лета
Број генерација варира у зависности од локације и сезоне. У северном делу Европе постоје две до три генерације од априла до раног септембра. У топлијим пределима могу се јавити и четири генерације. У јужној Европи постоје три или више генерација које се делимично преклапају, а јављају се од марта до октобра.

## Сличне врсте
- (планински купусар)
- (мали купусар)